# Melaka (bang)
| Tôn giáo tại Melaka - Điều tra 2010 | Tôn giáo tại Melaka - Điều tra 2010 | Tôn giáo tại Melaka - Điều tra 2010 | Tôn giáo tại Melaka - Điều tra 2010 | Tôn giáo tại Melaka - Điều tra 2010 |
| ----------------------------------- | ----------------------------------- | ----------------------------------- | ----------------------------------- | ----------------------------------- |
| Tôn giáo                            | Tôn giáo                            |                                     | Tỷ lệ                               | Tỷ lệ                               |
| Hồi giáo                            | Hồi giáo                            |                                     | 66.1%                               | 66.1%                               |
| Phật giáo                           | Phật giáo                           |                                     | 24.2%                               | 24.2%                               |
| Hindu                               | Hindu                               |                                     | 5.7%                                | 5.7%                                |
| Công giáo                           | Công giáo                           |                                     | 3.0%                                | 3.0%                                |
| Vô thần                             | Vô thần                             |                                     | 0.4%                                | 0.4%                                |
| Tôn giáo truyền thống Trung Hoa     | Tôn giáo truyền thống Trung Hoa     |                                     | 0.2%                                | 0.2%                                |
| Khác                                | Khác                                |                                     | 0.2%                                | 0.2%                                |
| Không tôn giáo                      | Không tôn giáo                      |                                     | 0.2%                                | 0.2%                                |

Melaka (tiếng Anh: Malacca), biệt danh Bang Lịch sử và Negeri Bersejarah bởi cư dân địa phương, là bang nhỏ thứ ba của Malaysia, sau Perlis và Penang. Nó giáp với Negeri Sembilan phía bắc và Johor phía nam.
Thủ phủ bang là thành phố Malacca. Thành phố lịch sử này đã được UNESCO công nhận là di tích lịch sử từ 7 tháng 7 năm 2008. Melaka cũng tuyên bố là 'Melaka Maju' vào ngày 20 tháng 10 năm 2010 lúc 20:10 giờ tại sân vận động Hàng Jebat tăng cường bởi Thủ tướng Chính phủ trực tiếp từ Trung tâm Thương mại Thế giới Putra (PWTC), Kuala Lumpur. Melaka còn được gọi là Nhà nước đô thị xanh. Tiểu bang có dân số tương đối được giáo dục tốt, với tỷ lệ biết chữ của tuổi trẻ là 99,5% theo báo cáo của Báo cáo Mục tiêu Phát triển Thiên niên kỷ 2015. Tỷ lệ tội phạm chỉ số nhà nước giảm 15,5% trong năm 2017 với 3.096 trường hợp được ghi nhận so với 3,663 trường hợp trong năm 2016. Báo cáo kinh tế xã hội năm 2017 được công bố ngày 26/7/2018 cho biết Melaka là bang ghi nhận tỷ lệ thất nghiệp thấp nhất năm 2017 chỉ với 1,0%. Trong những năm gần đây, Malacca đã nhận được nhiều giải thưởng quốc tế. Thành phố đã được liệt kê bởi một số ấn phẩm, bao gồm Forbes và Lonely Planet, là một trong những điểm đến du lịch hàng đầu Châu Á và Thế giới. Malacca được Tripadvisor xếp hạng là một trong 10 điểm đến tốt nhất tại Malaysia. Waze App đã công nhận Malacca với giải thưởng "Thành phố xuất sắc nhất để lái xe". Trên toàn cầu, thành phố lịch sử được xếp hạng trước các thành phố lớn khác như Sydney, Lisbon và Barcelona. Thành phố cũng đã được HuffPost công nhận là 15 trong số những Thành phố Nghệ thuật Đường phố Tốt nhất. Ngoài ra, ấn phẩm Time đã đặt Malacca là một trong những nơi tốt nhất để sinh sống và nghỉ hưu.

## Địa điểm du lịch

### Điểm thu hút lịch sử chính
Điểm đến du lịch chủ yếu là:

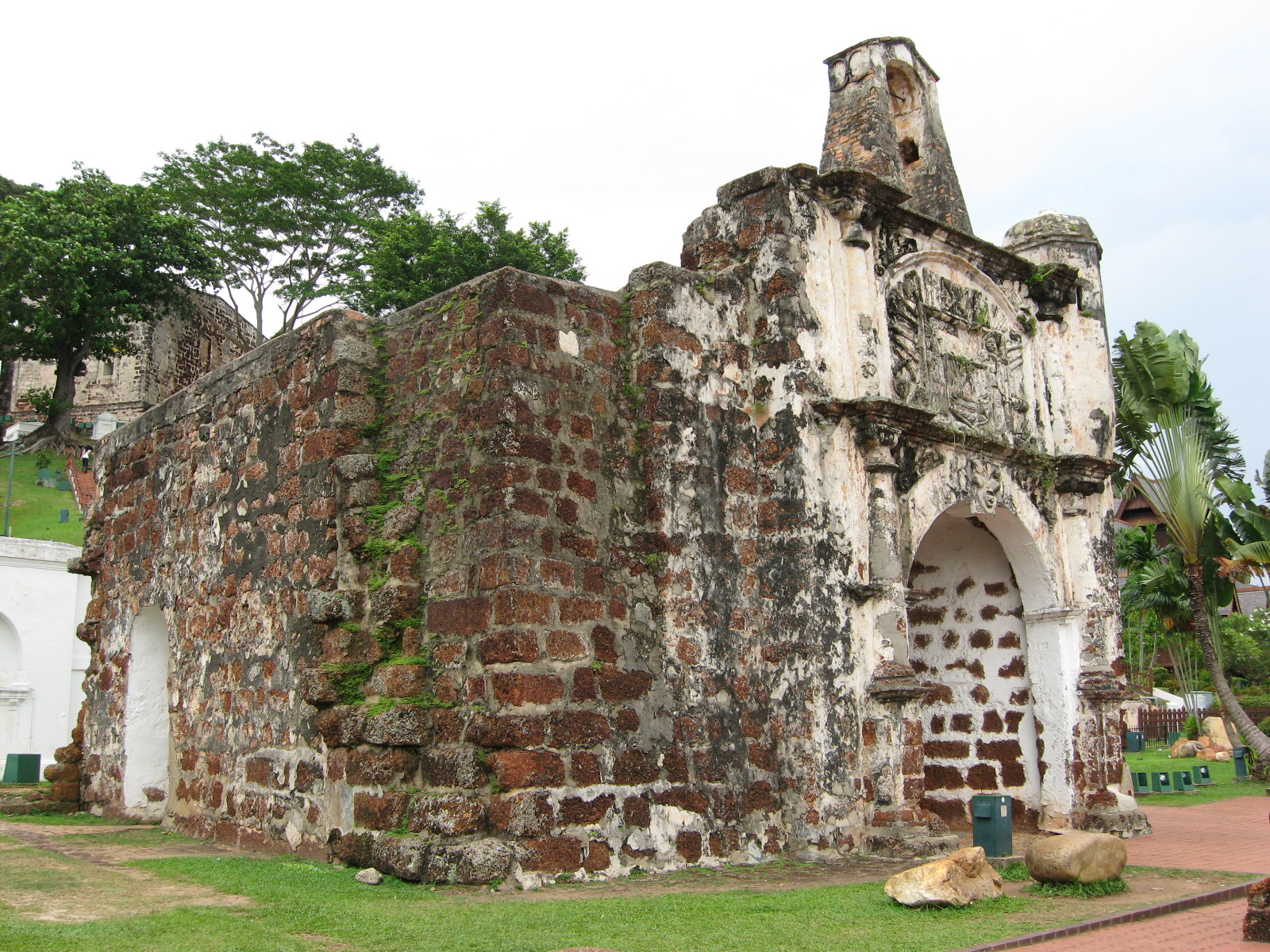
A Famosa Fort

- Thành phố của một Famosa: Được xây dựng bởi người Bồ Đào Nha năm 1511 như một pháo đài, nó đã bị thiệt hại nghiêm trọng về cấu trúc trong cuộc xâm lược của Hà Lan. Người Anh đã lên kế hoạch phá hủy nó nhưng sự can thiệp của Sir Stamford Raffles vào năm 1808 đã cứu được những gì còn lại là A Famosa ngày nay.
- Thành phố st. John: Xây dựng lại bởi người Hà Lan trong quý thứ ba của thế kỷ 18, pháo đài này có khẩu pháo đối mặt với đất liền bởi vì tại thời điểm đó, cuộc tấn công vào Melaka đến chủ yếu từ đất liền và không từ biển.
- St. Peter: Được xây dựng vào năm 1710 trong chính phủ Hà Lan ở Melaka, đây là nhà thờ Công giáo lâu đời nhất ở Malaysia. Bức tường phía trước và đồ trang sức là sự kết hợp giữa nghệ thuật thiết kế đông và tây. Chuông được đặc biệt mang từ Goa năm 1608.
- St. Paul: Được xây dựng vào năm 1521 bởi thuyền trưởng người Bồ Đào Nha tên là Duarte Coelho, nhà thờ được gọi là "Our Lady of the Hill" sau đó được thay đổi bằng cách Hà Lan đến nơi an nghỉ cuối cùng của hoàng gia và được đặt tên là "Thánh Paul". St. Francis Xavier đã được bảo quản trong nghĩa trang nhà thờ mở cửa vào năm 1553 trước khi được đưa bằng tàu đến Goa, Ấn Độ.

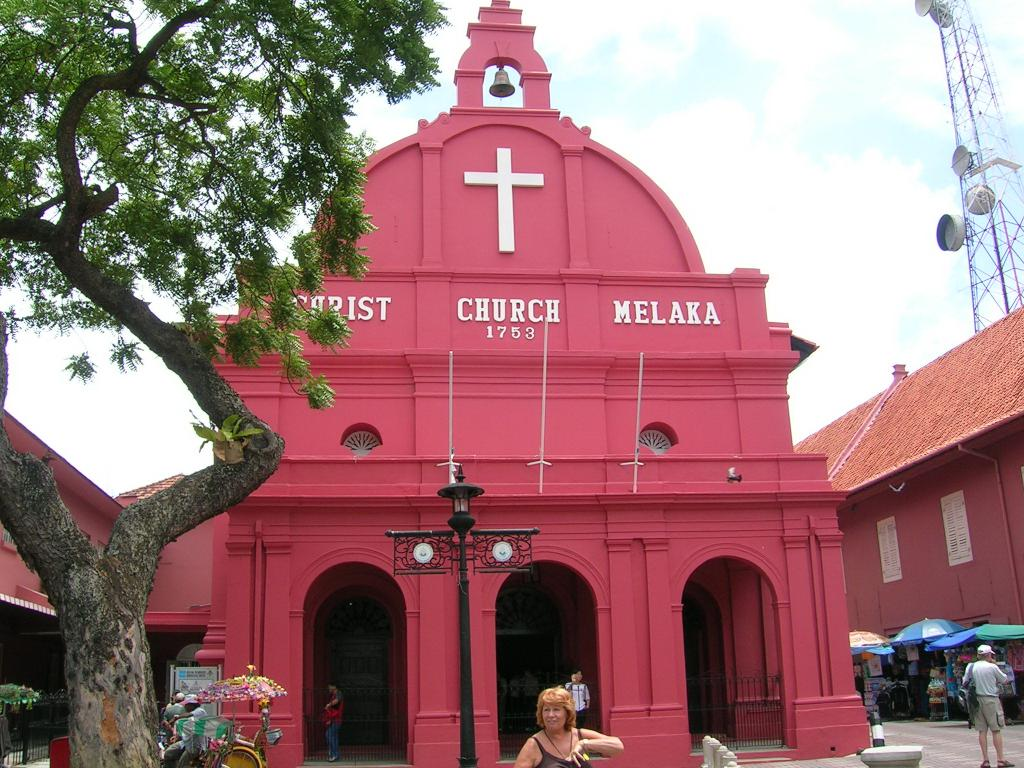
Christ Churh

- Christ Church: Được xây dựng vào năm 1753, cấu trúc nhà thờ này tượng trưng cho nghệ thuật thiết kế thuần túy của Hà Lan. Tòa nhà có một băng ghế nhà thờ làm bằng tay, một trần nhà được xây dựng trong, một cuốn sách đồng, một bia mộ được viết bằng tiếng Armenia và một bức tranh "Bữa Tiệc Ly".
- St. Francis Xavier Church: Được xây dựng vào năm 1849 bởi Linh mục Farve, một người Pháp, tháp nhà thờ này được xây dựng để kỷ niệm. Được gọi là "Người Truyền Giáo Đầu Tiên ở Phía Đông" (Tông Đồ Đông), St. Francis Xavier được nhớ đến bởi công tác truyền giáo truyền bá Công giáo ở Đông Nam Á vào thế kỷ 16.
- Tòa nhà Stadthuys: Được xây dựng vào năm 1650 với tư cách là vị trí chính thức của Thống đốc Hà Lan và Phó Thống đốc, cấu trúc tòa nhà này tượng trưng cho nghệ thuật thiết kế Hà Lan. Nó bây giờ là "Bảo tàng Lịch sử và Dân tộc học". tiếp xúc hàng ngày để bảo tàng này là một bộ quần áo cưới truyền thống và hiện vật của thời đại hoàng kim của Malacca.

### Một điểm thu hút lớn khác
- Sông Melaka: Đi dạo thư giãn trên dòng sông từ Đường Munshi Abdullah. Tuyến đường này đi dọc theo Sông Melaka lịch sử và đi qua một số ngôi nhà được trang trí bằng những bức tranh lớn. Hill View Paul trong thành phố cũng có thể được nhìn thấy từ đây.

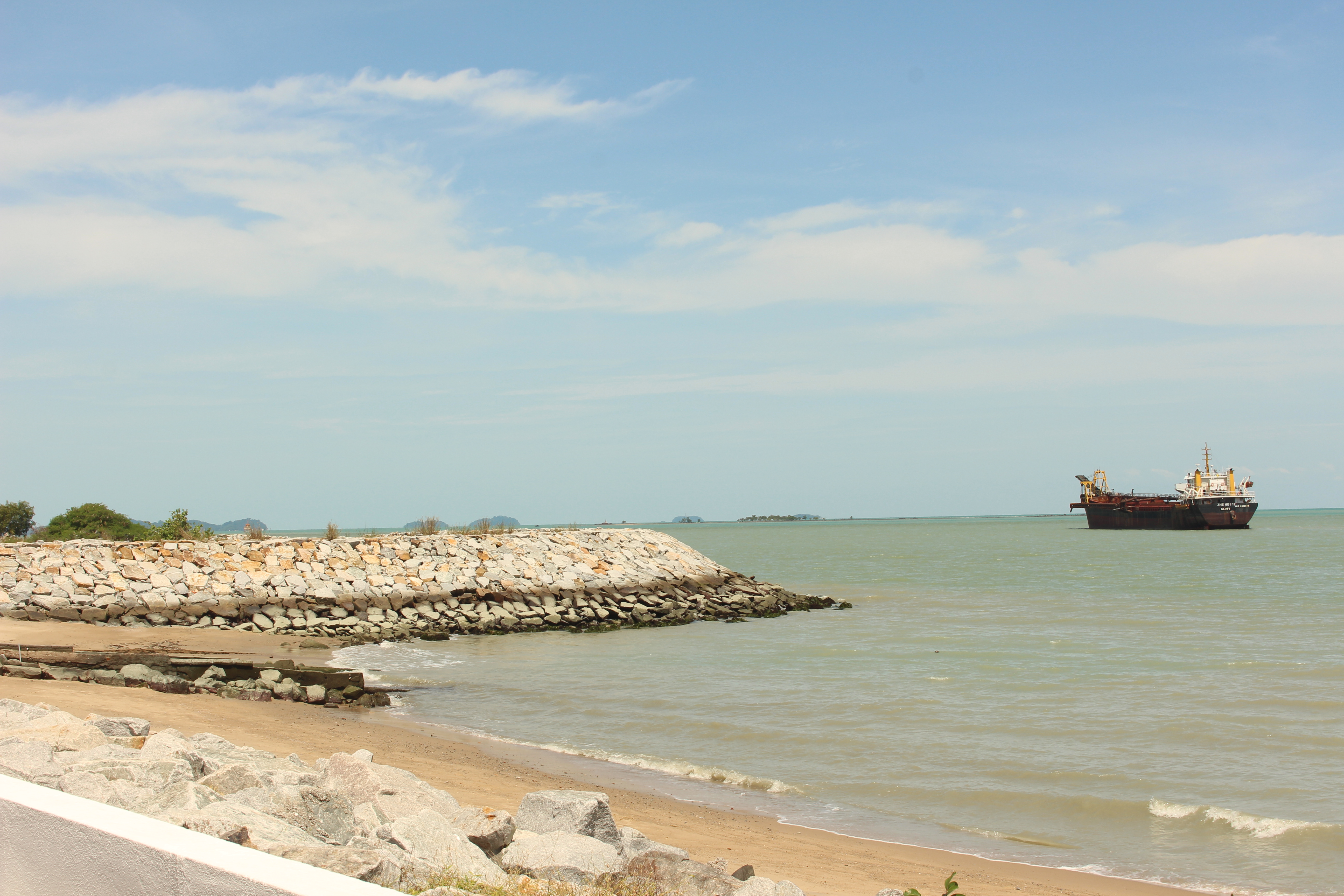
Bên ven biển của Malacca

- Pantai Klebang: Bãi biển nằm ở phía nam Melaka và nhìn ra Eo biển Malacca. Có những chiếc xe buýt cũ đã được tân trang lại và chuyển đổi thành nhà ăn dọc theo con đường trên Bãi biển Klebang.
- Morten Village: Một ngôi làng truyền thống nằm trên bờ phía tây của sông Melaka.
- Tháp Taming Sari: Tháp cao 110 m có sức chứa 66 người tại một thời điểm, đưa họ đi hành trình 7 phút để ngắm thành phố Melaka, cung cấp tầm nhìn 360 độ ra thành phố lịch sử của Malacca và Sông Melaka.
- Melaka Sultanate Palace: Việc tái tạo của các cung điện của Sultan Mansur Shah. Nó được xây dựng vào năm 1985.
- Bukit China: Bukit Trung Quốc là một trong những nghĩa trang lớn nhất Trung Quốc bên ngoài Trung Quốc đại lục. Nghĩa trang có sẵn ở đây là hiện đại với triều đại nhà Minh (giữa thế kỷ 17). Ngôi mộ sớm nhất được tìm thấy từ năm 1622. Đồi Trung Quốc là một địa điểm chạy bộ nổi tiếng của người dân địa phương.
- Bảo tàng Di sản Baba & Nyonya: Bảo tàng này là một ngôi nhà phố di sản Peranakan đích thực và là một ví dụ về một nền văn hóa Peranakan tuyệt vời. Đó là trên Heeren Street (bây giờ được gọi là Tun Cheng Lock Road).
- Bảo tàng Chetti: Bảo tàng này là về cộng đồng thiểu số Chitty được tìm thấy ở Malaysia và Singapore. Bảo tàng nằm trong khu vực của Chitty Village.

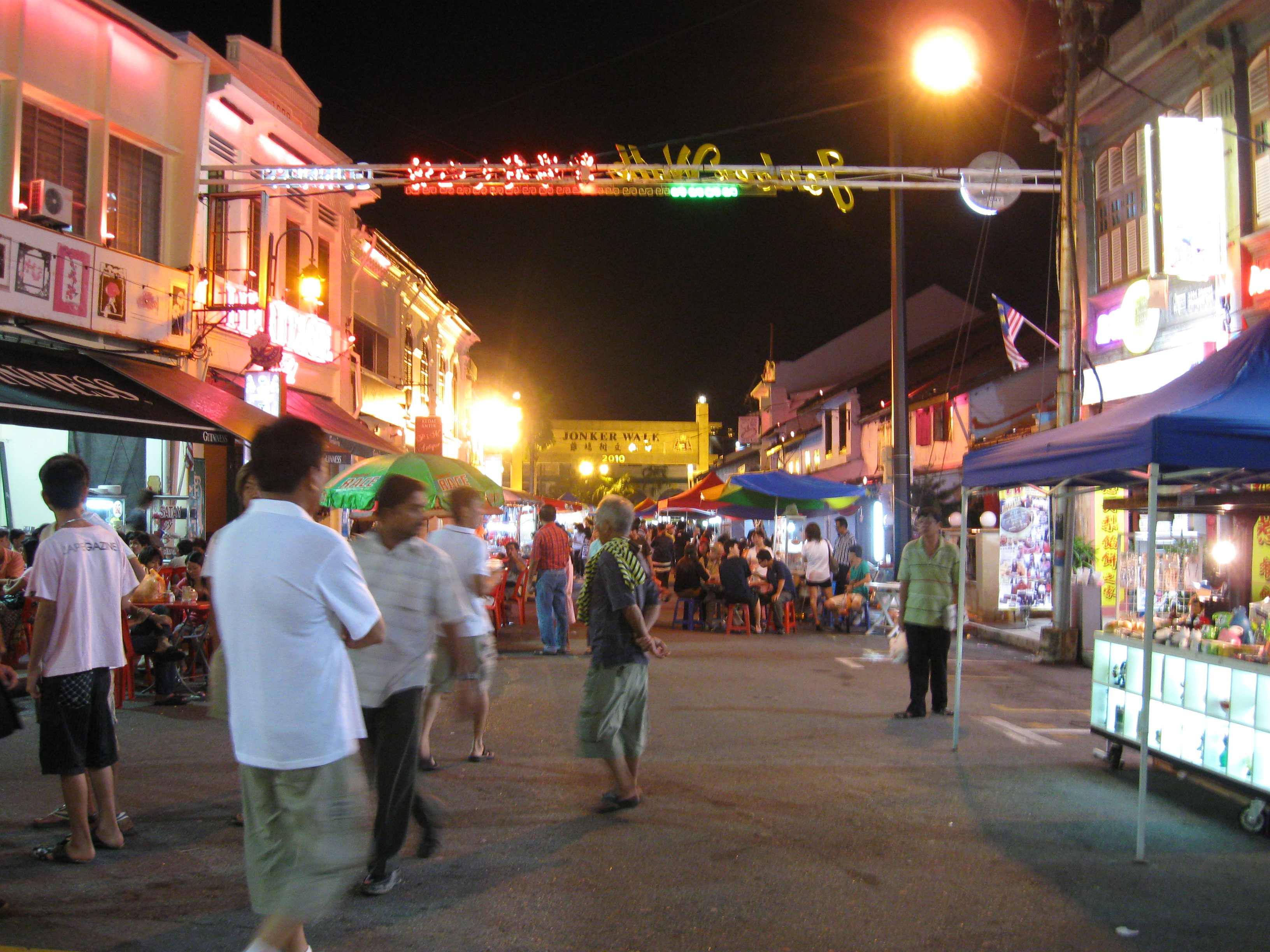
Jonker Walk

- Hang Jebat Road (Phố Jonker): Nổi tiếng với đồ cổ của nó.
- Nhà thờ Hồi giáo Eo biển Malacca: Nhà thờ Hồi giáo mới xây ở đảo nhân tạo, Đảo Melaka nằm cách thành phố không xa.
- Đền Cheng Hoon Teng: Ngôi chùa cổ nhất Trung Quốc ở Malaysia và có một ngày viết năm 1673,[25] được xây dựng bởi thuyền trưởng Trung Quốc Li Wei King.
- Đền Sri Poyyatha Vinayagar Moorthi: Ngôi đền này được xây dựng bởi Thavinayagar Chitty, lãnh đạo của người Chitty, vào năm 1781 sau khi chính quyền thuộc địa Hà Lan của Melaka đưa cho ông mảnh đất.
- Nhà thờ Hồi giáo Kampung Hulu: Được xây dựng vào năm 1728, đây là một trong những nhà thờ Hồi giáo hoạt động dài nhất ở Melaka cùng với Nhà thờ Hồi giáo Kampung Keling và Nhà thờ Hồi giáo Tengkera (Tranquerah), Jalan Tengkera. Có sự kết hợp giữa kiến trúc Trung Quốc, Java và Ả Rập trong phần tháp và mái nhà.

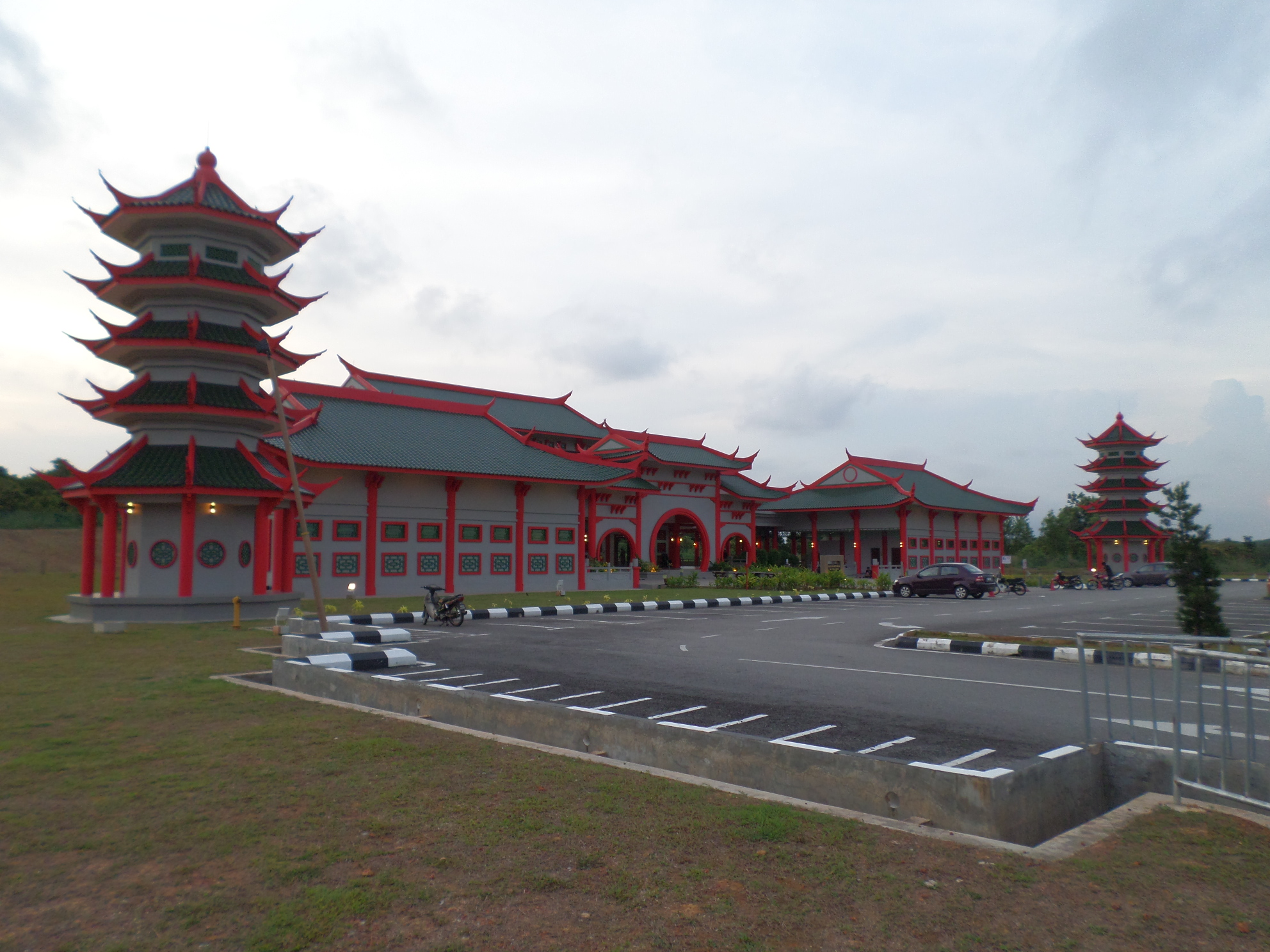
Hồi giáo Trung Quốc Malacca

- Trung Quốc Nhà thờ Hồi giáo Melaka: Các nhà thờ Hồi giáo được thiết kế với kiến trúc độc đáo với chùa Trung Hoa và thư pháp Trung Quốc từ sự kết hợp của thiết kế kiến trúc nhiều nhà thờ Hồi giáo ở Bắc Kinh, Thượng Hải và Tây An ở Trung Quốc. Nằm phía sau Sân vận động Hang Jebat ở Krubong.[26][27][28]